# Georges Leekens
Georges Leekens (ur. 18 maja 1949 w Meeuwen-Gruitrode) – belgijski piłkarz i trener.

## Życiorys
Karierę piłkarską zaczynał w klubach Dessel Sport i Crossing Club. Później był zawodnikiem Club Brugge (1972–1981), z którym zdobył pięć tytułów mistrza (1973, 1976, 1977, 1978 i 1980) i jeden puchar kraju (1977) oraz Sint-Niklase (1981–1984).
W reprezentacji Belgii w latach 1975–1978 rozegrał 3 mecze.
Po zakończeniu kariery rozpoczął pracę szkoleniową. Prowadził m.in. RSC Anderlecht i Club Brugge, z którym w 1990 roku zdobył mistrzostwo, a rok później Puchar Belgii oraz turecki Trabzonspor.
Od stycznia 1997 do sierpnia 1999 był selekcjonerem reprezentacji Belgii. Awansował z nią do Mundialu 1998, ale pobyt we Francji „Czerwone Diabły” zakończyły na fazie grupowej. Mimo to przedłużył kontrakt i miał przygotować Belgów do Euro 2000, którego byli współgospodarzami.
Wiosną 1999 r. został zdymisjonowany po kilku porażkach w meczach towarzyskich (m.in. z Egiptem, Rumunią i Finlandią). Później prowadził m.in. KSC Lokeren, reprezentację Algierii, Rodę Kerkrade i AA Gent.
W latach 2007–2009 po raz drugi w karierze był trenerem KSC Lokeren. Zaliczył krótki epizod w saudyjskim klubie Al-Hilal. Od 2009 r. jest trenerem KV Kortrijk.
W latach 2010–2012 ponownie był selekcjonerem reprezentacji Belgii.

## Sukcesy szkoleniowe
- mistrzostwo Belgii 1990 oraz Puchar Belgii 1991 z Club Brugge
- Puchar Belgii 1985 z Cercle Brugge
- awans do Mundialu 1998 i start w tym turnieju (runda grupowa) z reprezentacją Belgii
- finał Pucharu Intertoto 2006 z AA Gent